# المديرة (دماء والطائيين)
المديرة منطقة سكنية تقع في ولاية دماء والطائيين، التابعة لمحافظة شمال الشرقية في سلطنة عمان. يقدر عدد سكانها بـ 61 نسمة حسب إحصاء عام 2010 التابع للمركز الوطني للإحصاء والمعلومات الحكومي. رمز المنطقة هو 90640150.

## الوصلات الخارجية
- المركز الوطني للإحصاء والمعلومات، سلطنة عمان